# 中山智博
中山 智博（なかやま ともひろ）は、日本の脚本家。佐賀県出身。

## 経歴
2004年、BS‐ⅰ（現・BS‐TBS）新人脚本賞入選後、「ケータイ刑事」シリーズで脚本家としてデビューした。その後、東映アニメーション所属を経て、現在はフリー。その他にも、テレビ朝日２１世紀新人シナリオ大賞（現・テレビ朝日新人シナリオ大賞）優秀賞、九州劇場シナリオコンクール佳作、ＴＢＳ連ドラ・シナリオ大賞入選。

## 主な作品

### テレビドラマ
- ケータイ刑事 銭形シリーズ （BS-i → BS-TBS）
  - ケータイ刑事 銭形泪（2004年）
  - ケータイ刑事 銭形零（2004年-2005年）
  - ケータイ刑事 銭形雷（2006年）
- 恋する日曜日　セカンドシーズン「卒業」（2005年、BS-TBS）
- 文學の唄 恋する日曜日「市井事」（2005年、BS-TBS）
- 愛の道　チャイナロード（2005年、BS-TBS）－文芸担当
- クローン ベイビー（2010年、TBS） - 共同脚本
- ヘブンズ・フラワー The Legend of ARCANA（2011年、TBS） - 共同脚本
- 世にも奇妙な物語 25周年スペシャル・春〜人気マンガ家競演編〜「ゴムゴムの男」（2015年、フジテレビ） - 脚本協力

### テレビアニメ
- うちの3姉妹（2010年、テレビ東京）
- ONE PIECE（2011年、フジテレビ、第507話－）
- デジモンゴーストゲーム（2021年、フジテレビ）
- 逃走中 グレートミッション（2023年、フジテレビ）- シリーズ構成

### 特別番組
- ONE PIECE “3D2Y” エースの死を越えて! ルフィ仲間との誓い（2014年、フジテレビ）－共同脚本
- ONE PIECE エピソードオブ東の海 〜ルフィと4人の仲間の大冒険!!〜[1]（2017年、フジテレビ）
- ONE PIECE エピソード オブ空島[2]（2018年、フジテレビ）